# Ahead of Time
Ahead of Time è un'antologia di racconti composti da Henry Kuttner e originariamente editi su varie riviste fra settembre 1943 e agosto 1953; fu pubblicata per la prima volta negli Stati Uniti da Ballantine Books nel 1953. Fu la prima raccolta a essere firmata con il nome anagrafico dell'autore, anziché con lo pseudonimo di Lewis Padgett. La moglie di Kuttner, C. L. Moore, è coautrice di sei dei dieci racconti, ma non viene accreditata.
Una versione alterata dell'antologia è stata pubblicata in italiano come Il twonky, il tempo e la follia.

## Contenuto della raccolta
Il volume antologizza nove racconti autoconclusivi e L'occhio (Pile of Trouble), il terzo episodio del ciclo della famiglia Hogben; la prima edizione era inoltre corredata da una postfazione autobiografica esclusa nelle ristampe successive. I racconti marcati con il simbolo * sono stati composti assieme a Moore.
1. Or Else, Amazing Stories agosto & settembre 1953 *;
2. Home Is the Hunter, Galaxy Science Fiction luglio 1953 *;
3. By These Presents, Fantastic gennaio & febbraio 1953;
4. De Profundis (titolo originale The Visitors), Science Fiction Quarterly maggio 1953 *;
5. Camouflage, Astounding Science Fiction settembre 1945 *:
6. Year Day, composto appositamente per questa antologia;
7. Ghost, Astounding Science-Fiction maggio 1943;
8. Shock, Astounding Science-Fiction marzo 1943;
9. Pile of Trouble, Thrilling Wonder Stories aprile 1948 *;
10. Deadlock, Astounding Science-Fiction settembre 1942 *

- About Henry Kuttner, postfazione autobiografica.

## Edizione italiana
Questa antologia è stata formalmente tradotta in Italiano con il titolo di Il twonky, il tempo e la follia, a cura di Sandro Sandrelli, SFBC 41, Casa Editrice La Tribuna, 1971; tale edizione accredita anche C. L. Moore come co-autrice.
In realtà Sandrelli cambiò significativamente l'ordine dei materiali, espunse dalla raccolta la postfazione di Kuttner e i racconti By These Presents, Or Else, Home Is the Hunter e Deadlock e li sostituì con un'introduzione di proprio pugno e con tre collaborazioni fra Kuttner e Moore estrapolate da altre antologie, il che risultò nella struttura seguente:
- Presentazione di Sandro Sandrelli

1. Giorno dell'anno (Year Day)
2. L'occhio (Pile of Trouble)
3. Mimetizzazione (Camouflage)
4. Fantasma (Ghost)
5. Punto di rottura (When the Bough Breaks), prima edizione in Astounding Science Fiction novembre 1944[1]
6. Shock (Shock)
7. La grande vendemmia (Vintage Season), prima edizione in Astounding Science Fiction settembre 1946[2]
8. Il Twonky (The Twonky), prima edizione in Astounding Science-Fiction settembre 1942[3]
9. De Profundis (De Profundis)

Dei quattro testi espunti Deadlock è inedito in Italiano, mentre gli altri tre sono apparsi in volumi miscellanei:
- La polizia dello Spazio (Or Else), in Destinazione Universo, I Gabbiani 1, Vallecchi Editore, 1957;
- Il trionfo del cacciatore (Home Is the Hunter, 1953) in Galaxy Anno III-N. 5, Casa Editrice La Tribuna, 1960;
- Con questi regali (By These Presents) in Oltre le tenebre, Galassia 221, Casa Editrice La Tribuna, 1976.